# Against Me! (ep uit 2001)
Against Me! is een akoestische ep van de Amerikaanse punkband Against Me!. In tegenstelling tot de andere albums zijn er geen elektrische instrumenten of drums op het album te horen. De oorspronkelijk versie, uitgegeven op een 7" grammofoonplaat in november 2001, bevat vier tracks. Er werden twee extra tracks toegevoegd op de cd versie die in februari 2003 uitkwam. Er staan niet-akoestische versies van bepaalde nummers van het album op het debuutalbum Against Me! Is Reinventing Axl Rose uit 2002.

## Nummers
1. "Jordan's First Choice" - 2:09
2. "Those Anarcho Punks Are Mysterious..." - 2:40
3. "Reinventing Axl Rose" - 2:12
4. "We Did It All for Don" - 3:10
5. "Pints of Guinness Make You Strong" - 3:11
6. "Armageddon" - 3:36

## Band
- Laura Jane Grace - gitaar, zang
- Dustin Fridkin - basgitaar, zang